# Чеченски език
Чеченският език е кавказки език. Официален език е на Република Чечения и на Република Дагестан в Руската федерация.
Разпространен е в Чечения и съседни области, както и в някои държави от Близкия изток (Йордания, Турция).
Класифициран е като нахско-дагестански език, като заедно с ингушкия език образува вейнахския (чечено-ингушкия) езиков клон. Макар да има доста заемки от грузински, персийски и някои тюркски езици, чеченският език значително се различава от останалите кавказки езици.

## Фонетични особености
Чеченският език притежава богата система от съгласни звукове (31 на брой) и гласни звукове и дифтонги (27 на брой), което го отличава от повечето кавказки езици.

## Морфологични особености
- Чеченският език е ергативен.
- Имената се различават по класове (6 на брой), като всеки клас има отличителна представка. Глаголът се спряга по именния клас, но не по число.
- В падежната система има 14 падежа.
- Нови думи се образуват чрез полисинтетизъм, т.е. чрез съставяне на цели изречения, което представлява трудност в лексикографията и съставянето на речници.